# Arabian Nights (telessérie)
Arabian Nights é uma minissérie de três horas, dividida em duas partes que foi feita pela Hallmark Entertainment, originalmente exibido durante duas noites em 30 de abril e 1 de maio de 2000 na ABC nos Estados Unidos e BBC One no Reino Unido.
A série foi escrita por Peter Barnes e dirigida por Steve Barron e é baseada nas histórias medievais orientais do livro Mil e Uma Noites. A série é composta de cinco histórias que se enquadram dentro de um sexto, que mantém o estilo tradicional de histórias dentro de histórias que é o sinônimo de Noites.
O elenco da série inclui Alan Bates, Rufus Sewell, Dougray Scott, Andy Serkis, James Frain, John Leguizamo (em um papel duplo), Jason Scott Lee, Vanessa-Mae, Alexei Sayle, Jim Carter, Mili Avital e James Callis.

## Enredo
A série tem início na cidade de Bagdá, onde o sultão Shahryar, após cometer o assassinato de sua primeira esposa durante uma tentativa fracassada de golpe de Estado planejada por ela contra o próprio irmão de Shahryar, enlouquece. Passados cinco anos, Shahryar acredita que todas as mulheres desejam matá-lo, porém ele precisa se casar para assegurar seu trono contra seu irmão. Em sua insanidade, Shahryar decide tomar uma nova esposa e executá-la no dia seguinte. Para evitar tal destino, Scheherazade, uma mulher inteligente e filha de um conselheiro do sultão chamado Ja'Far e amiga de infância de Shahryar, aceita se casar com o perturbado sultão e todas as noites lhe conta histórias, interrompendo-as ao amanhecer com um gancho. Para ouvir o desfecho das histórias, Shahryar deve manter Scheherazade viva até a noite seguinte. Astutamente, Scheherazade esconde uma lição moral em cada história, buscando curar a loucura do sultão.
Enquanto Scheherazade narra suas histórias, o irmão de Shahryar começa a reunir um exército para tomar o controle do reino. No momento em que ele está prestes a atacar, Shahryar supera sua insanidade e se apaixona verdadeiramente por Scheherazade. Os dois exércitos se preparam para a batalha e Shahryar, junto com suas tropas, utiliza elementos das histórias de Scheherazade para deter o irmão. No desfecho da batalha, é revelado que toda a narrativa já havia ocorrido no passado. Scheherazade estava recontando os eventos para seus filhos, prometendo-lhes contar outra história na noite seguinte.

## Histórias

### Ali Baba e os Quarenta Ladrões
Ali Baba (Rufus Sewell) é um camponês pobre que vive em cima de uma caverna mágica, guardada por dragões domesticados. A caverna pertence à Quarenta Ladrões, uma tribo de bandidos assassinos que têm atormentado o reino. Seu líder é Black Coda (Tchéky Karyo), que é um mestre do disfarce. O ouro pilhado pelos ladrões que tinham roubado está escondido dentro da caverna, que só pode ser aberta pelas palavras mágicas "Abre-te Sésamo!". Após a saída de Thieves Forty, Ali Baba usa a senha para entrar na caverna e rouba um monte de ouro, colocando em seu camelo, e seu melhor amigo, Safra pode carregar. Ele acorda seu preguiçoso irmão Kasim (Andy Serkis), que vive com ele, mostrando-lhe a fortuna que ele tinha roubado. Kasim exige a sua parte e retorna à caverna sozinho.
Kasim leva dois biscoitos de gergelim para lembrá-lo da senha (Sésamo, em arabé, quer dizer gergelim), mas ele usa o pão para distrair os dragões e, portanto, não se lembra da senha, pois ao ficar maravilhado com as riquezas lá dentro, fica preso dentro da caverna. Ele só se lembra da senha quando os ladrões voltam para a caverna e falam a senha. Coda, vestido de preto, mata Kasim enquanto ele foge, e enlaça seu cadáver a uma árvore próxima para servir como aviso para os invasores. Ali Baba e sua serva recém-contratada, Morgiana encontrar Kasim e usa alguns dos tesouros roubados para pagar o seu enterro. Coda e sua gangue percebem que alguém sabe o segredo da caverna e, portanto, do seu tesouro, e logo depois percebem que o corpo está faltando. Eles juram que vão rastreá-lo e matá-lo.
Ali Baba e Morgiana estão vivendo no colo de luxo em Damasco, Ali Baba sente uma atração cada vez maior por Morgiana enquanto planeja aumentar sua fortuna. Os Quarenta Ladrões descobrem seu paradeiro e Black Coda elabora um plano para matar todos os que vivem na casa. Coda entra na cidade disfarçado de comerciante, enquanto os ladrões se escondam dentro de fortes jarros de óleo. Wagon "vendedor do petróleo", contenda os ladrões escondidos e são deixados fora da casa de Ali Baba, lâmpada Morgiana de petróleo ficar sem óleo, e quando ela vai pegar um pouco do azeite, ela ouve os ladrões escondidos falando dentro do frascos. Ela diz Ali Baba, que, com a ajuda de um dos seus servos, dicas sobre o carro e derramando os ladrões para fora. Os guardas da cidade parada e pendurar todos os ladrões enquanto escapa Preto Coda.
Ali Baba e Morgiana comemorar sua vitória, hospedando uma festa. Como Morgiana executa uma dança exótica de Ali Baba-quem é fascinado pela Morgiana dance-desembainha uma das espadas dos convidados, dançar com ele, e, no clímax da dança, apunhala seus hóspedes comemorou (o entertainer), matando-o. Todo mundo fica chocado, até que ela remove barba falsa do homem, revelando que ele seja preto Coda. Ali Baba proclama seu amor por Morgiana e se casa com ela em uma festa ainda maior. Eles vivem felizes para sempre.
Depois de Scheherazade termina esta história, ela e Sharyar discutir a moral, que nem todas as mulheres são assassinas e do mal, e "se você ama alguém o suficiente, você pode perdoar-lhes qualquer coisa."

### O Conto do Pobre Corcunda
Esta história começa onde o último parou; Scheherazade começa a história dizendo: "Faisal (Stanley Lebor); designer de vestuário Morgiana de casamento e sua esposa, Safil (Jamila Massey), de Constantinopla, foram no casamento de Ali Baba." O casal possuía a melhor alfaiataria na cidade.
No casamento, eles encontraram seu velho amigo, Bac-Bac (Alexei Sayle), bobo da corte corcunda-do sultão. Após a reunião o bobo da corte, que o convidou para o jantar, sabendo que Bac-Bac "nunca recusa uma refeição grátis". Todos eles têm uma grande diversão, até que Bac-Bac sufoca e cai face para baixo em seu prato, Safil o que implica que ele pode ter sufocado a partir de uma espinha de peixe na garganta. Preocupado com sua reputação e bem-estar, eles deixam o corpo na porta de seu vizinho judeu, Ezra Ben Ezra (Leon Lissek), médico da corte.
Antes de Dr. Esdras pode dar uma olhada no Bac-Bac, tropeça-lo no escuro (devido à sua miopia) e ambos caem descer escadas sua porta. Após a queda, Esdras encontra o corpo morto, e assume que ele matou acidentalmente sobre a queda da escada. Reconhecendo-Bac Bac, eles repetem as ações dos Faisal e Safil, largando o corpo descer pela chaminé de seu vizinho chinês, Hi-Ching (Junix Inocian).
Corpo-Bac Bac, a coberto de fuligem, assustado Hi-Ching, que estava no meio de orar para Buda não abandoná-lo em uma terra estrangeira. Ele acredita erradamente que ele está prestes a ser roubado e atinge o corpo muito duro com os seus pontos de pressão. Oi-Ching erroneamente acredita que ele matou-Bac Bac batendo-lhe com tanta força. Depois de reconhecer Bac-Bac teme por seu bem-estar como Faisal e Esdras Dr. fez, e leva o corpo a um alcove escuro, onde um homem Inglês, Jerome Gribben (Roger Hammond), que está voltando para casa de uma noite no local adega, está andando na sua embriaguez. O corpo cai sobre Jerome, que acredita que ele está sendo atacado e roubado. Ele repetidamente atinge o corpo contra uma parede, e chama os guardas por perto para aproveitar o ladrão. Os guardas reconhecem Bac-Bac, assume que Jerônimo havia matado Bac-Bac, e prendê-lo por assassinato.
O juiz sentencia Jerome a ser enforcado até a morte. Incapaz de suportar a culpa de deixar morrer um homem inocente, Hi-Ching, Esdras e Faisal todos confessar que haviam matado o corcunda pobres. No meio de todos os seus argumentos, e à confusão de Zadic, o sultão (Tony osoba) chega e exige saber quem é o assassino. Todos eles confessar o crime.
Em última análise, o sultão percebe que foi tudo um acidente e permite que todos os "assassinos" em liberdade. Explicando, Bac-Bac-que também era amigo do sultão "teria apreciado a maneira de sua morte, foi o seu tom de brincadeira final. Caro Bac-Bac não tem que estar vivo para ser engraçado, mesmo morto, ele nos fez rir ! ", terminando a história com todos os cidadãos morrendo de rir.
A moral desta história, como discutido por Scheherazade, é que todos nós devemos assumir a responsabilidade por nossas ações.

### Aladim e a Lâmpada Mágica
Esta história narra o conto clássico de Aladdin (Jason Scott Lee), um baixo-em-seu-sorte vivendo ladrão chinês no califado de Samarkand. Enquanto fugiam autoridades para pick-pocketing, ele vê um carro e interrompe seu caminho, viradas para cima, um vagão de repolhos. As janelas de carruagem aberta para revelar o Zubaida Princess (Vanessa-Mae). É amor à primeira vista, até que ele é expulso pelas autoridades e os guardas reais. Ela observa e sorri como ele escapa para os telhados com suas habilidades acrobáticas, enquanto zombaria para os guardas que não conseguem pegá-lo.
Enquanto escapava, Aladdin vem cara a cara com um viajante misterioso chamado Mustappa (Hugh Quarshie) visto anteriormente passando pelo tribunal onde o julgamento para o "assassinato" de Bac-Bac tinha acabado de concluir. Ele diz Aladdin que ele era um amigo de seu pai, e está disposto a pagar-lhe muito dinheiro para fazer uma tarefa. Aladdin concorda, com a condição de um pagamento inicial de 20 peças de ouro.
Ele volta para casa para sua amada mãe-ladrão e ex pick-pocket, que ele tutores nas habilidades de um ladrão, então ele pode apoiá-la e diz-lhe tudo (salve seu encontro com a princesa), revelando que ele não confiança Mustappa por sua "amizade" com seu pai, apenas para seu dinheiro. No dia seguinte, Mustappa Aladdin leva para a periferia de Samarkand, à beira de um rio caudaloso. Ele coloca um anel em seu dedo, torce ele, a sua magia de abrir um buraco em uma caverna chamada de Cave of Wonders. Ele diz Aladdin para buscá-lo uma lâmpada de óleo velho escondido dentro da caverna. Após a primeira dizendo que ele jura Aladdin "por penas de Hector" (Hector ser seu corvo e seu melhor amigo) que se trai Aladdin que ele nunca vai ver um dia do casamento.
Empreendimentos Aladdin por um lance de escadas estreitas, através de um labirinto construído em torno do Exército de Terracota. Ele encontra a lâmpada, mas inadvertidamente bate sobre os soldados como ele tenta sair. Ele corre para bater o colapso da cadeia de soldados, atingindo o topo da escada, onde ele pede Mustappa para ajudá-lo. Mustappa pede para que a lâmpada a ser entregue antes de ele levanta Aladdin para fora, mas se recusa Aladdin. Mustappa, furioso, fecha o alçapão e abandona Aladdin. Em desespero, Aladdin convoca o Genie of the Ring (John Leguizamo). O gênio ajuda Aladdin para fora da caverna (depois de uma discussão inicial), mas implora Aladdin não chamá-lo novamente.
De volta para casa com sua mãe, eles se perguntam por Mustappa iria para todo este problema para roubar uma lâmpada a óleo velha e sem valor. Ela acredita que pode ser uma antiguidade de valor inestimável, assim Aladdin esfrega-lo para limpar aquilo. Esfregando-inflama a magia, o envio de fumaça disparando na ponta, enchendo rapidamente a casa. Como Aladdin e sua fuga mãe, o Gênio da Lâmpada (também John Leguizamo) emerge da casa. O gênio proclama ele concede o seu mestre qualquer desejo, ao mesmo tempo revelando o seu desagrado para o Genie anel e seus poderes. Aladdin primeiro desejo que a princesa a amá-lo, mas é dito que gênios não pode controlar o verdadeiro amor ou qualquer assunto relacionado com "o coração humano". Sua mãe o repreende, então pede ao gênio para dar-lhes muito dinheiro. A Genie tem então sua lareira despejar centenas de moedas de ouro.
Aladdin mãe usa sua fortuna para tornar-se o olhar como a realeza, reinventar tanto deles como a princesa Selei-suman Aladdin e Príncipe Abd-al-Kuz da terra do Zuman. Trazendo consigo uma grande comitiva de funcionários e um cache de "irresistível" tesouros com 2 milhões de peças de ouro, Aladdin usa tudo isso para perguntar Zubaida pai é o Beder Califa para permitir que ele se casar com ela. Ele afirma que ela já está prometida em casamento a Gulnare, o filho do Hazan Vizir, e que eles devem se casar em 3 dias. Apesar de desanimado, Aladdin oferece a princesa um presente de casamento de um sautoir Qing-style.
Embora o Aladdin e a Lâpmpada Genie plano para ter o casamento adiado, Aladdin quer saber se a princesa o ama. Na forma de um macaco, ele vai até o palácio do Califa, ao mesmo tempo divertir o Princesa, onde ela confessa a sua admiração e amor por Aladdin. Gulnare e Zubaida se casam em segredo, mas Aladdin e o gênio criar um vácuo que suga gigante Gulnare no privy, cobrindo-o com sujeira no processo. Califa Beder então anula o casamento com as duas Hazan e Gulnare deixando presença do Califa de vergonha.
Aladdin posteriormente pede o Califa para a mão da princesa, o Califa concorda com a condição de que lhe seja dada uma Palace. Aladdin então pede ao gênio para um palácio. O Genie faz Aladdin o palácio, mas lembra que ele Aladdin está prestes a traí-lo devido à maldição de Salman no rosto do Genie. Aladdin então casados a princesa no meio de grande pompa e celebração.
Mustappa, na África estudando, descobre que Aladdin está vivo e escapou da caverna com a "sua" lâmpada. Mustappa Samarkand entra como um comerciante de comércio brilhantes lâmpadas novas para velhos os maçante. "Barganha" Mustappa prompts do servo no palácio de Aladdin para o comércio a lâmpada mágica do "comerciante". Uma vez que a lâmpada entra em posse Mustappa, ele deseja desfazer todas as riquezas de Aladim e vira mãe de Aladim em uma galinha ruidosos. Aladdin luta para trás e chama o Gênio do Anel. O Gênio da Lâmpada e anel são primos distantes. Mustappa tem os dois lutam até a morte com a sua magia. Cada transforma em uma besta após outra, até que o Genie Anel está preso em uma ratoeira gigante.
Aladdin perde mas ainda tem o amor da princesa e sua astúcia. Em seguida, ele rouba a lâmpada de Mustappa, enquanto sob o disfarce de um mendigo sustentar sua mãe e esposa, com esse golpe, ele recupera toda a sua riqueza e transforma Mustappa em pedra. Aladdin oferece liberdade para ambos os Genies - o Genie Anel leva a oferta, enquanto o Gênio da lâmpada se recusa. Mãe Aladdin, Zubaida, e Aladdin (furtivamente escondendo a lâmpada atrás das costas) vivem felizes para sempre.
A moral da história é que mesmo que se tem poder, não é tão importante. O que é importante é a felicidade.

### O Sultão e o Mendigo
Esta história segue Amin, (Dougray Scott) um mendigo bêbado solitário a partir de Cairo. Ele se torna o alvo de uma brincadeira torcido pelo cruel sultão Harun Abrashild (uma brincadeira com o real califa Harune Arraxide), interpretado por James Frain. O califa lonas Amin com vinho, sequestra o mendigo à noite, lavagens e perfumes lo "de modo que mesmo sua mãe não iria reconhecê-lo" como digno de um sultão, quando Amin acorda, ele está no palácio do Abrashild.
Ele pede para os servidores reais, que afirmam que ele é o Sultão. O sultão de verdade assiste ao desenrolar dos acontecimentos a partir de câmaras secretas por trás dos muros do palácio. Ele tem o pessoal palácio inteiro iludir o mendigo a acreditar que ele é o verdadeiro sultão, tendendo a seus caprichos. O mendigo acha que ele perdeu sua mente, mas as vantagens de ser realeza logo trazê-lo de prazer. Ele decide ser o maior Sultan.
Durante uma reunião com funcionários, ele decide fazer algumas mudanças drásticas. Amin pretende construir novas escolas, corte em impostos metade em classes mais baixas, o dobro do pagamento dos militares, e cortar os prazeres frívolos e excessiva indulged pelos habitantes do palácio. Ele pretende economizar uma quantia considerável de dinheiro dentro de semanas e redesenhar a economia para ajudar os pobres. Apesar de chocado com a ideia, os funcionários pensam que é um bom plano, especialmente o grande vizir e comandante do exército que, note que Amin ficou mais feito como Sultan do que o real tem Abrashild em anos. Ao ouvir isso, torna-se irritou Harun.
Colocando um pó dormir na bebida de Amin, Harun joga-lo de volta para as ruas como um mendigo. Quando ele acorda, ele está traumatizado. Ele pede aos espectadores que ele é Abrashild, alertando os guardas da cidade para colocá-lo em um asilo de loucos. A experiência deste e tornando-se um mendigo solitário novamente drives Amin em insanidade. O sultão reais relógios com alegria como o mendigo sofre. Ele confronta-lo sobre os eventos disfarçado como um diretor. Depois de deixar ele decide a piada era tão divertido, ele vai tentar novamente.
Ele fica bêbado Amin, mais uma vez e transporta-o para o quarto do sultão. Tudo o que aconteceu com ele leva ainda mais insano, incapaz de distinguir entre a realidade e a mentira, o tempo todo ouvindo snickers Harun dentro das paredes do palácio, gritando que os demônios têm o trouxe de volta lá. Os funcionários tentam acalmá-lo, sem sucesso. Após ouvindo o snickering do sultão real a partir de dentro de uma das câmaras secretas, ele aponta a espada Musel e, inadvertidamente, apunhala Abrashild, acreditando que ele é um demônio. Os funcionários temem que com a morte do sultão de verdade, e sem herdeiros ou familiares, o resto dos funcionários e nobres vai lutar pelo trono, resultando em uma guerra civil. Eles decidem que vão dizer a todos que o sultão de verdade tem ido em peregrinação a Meca, e que Amin foi escolhido como o sucessor do sultão, embora continue a dizer Amin que ele é o único Sultan Harun Abrashild, desde Sultan Abrashild e se foram os únicos que sabiam Abrashild planejava fazer Amin Sultan por um dia.
Os funcionários, então, informar Amin que os acontecimentos recentes foram ilusões que ele vem sofrendo por causa de uma doença, e que o homem havia esfaqueado foi o bobo da corte.
A moral da história é nunca dizer a mesma piada duas vezes. E da perspectiva de Amin, uma vez que têm grande poder, levam muito a sério, e usá-lo sabiamente.

### Os Três Príncipes
A última história contada por Sherazade conta dos governantes do Iêmen, o rei e seus três filhos: Prince Ali (Alexis Conran), o príncipe Ahmed (James Callis), e Prince Hussain (Hari Dhillon). Os três são cada lutadores talentosos e lutam entre si sobre o menor dos assuntos, danificando o palácio e os jardins no processo. Ambos os pais acreditam que quando o pai morre, os filhos vão lutar entre si pelo controle do reino. Portanto, as tarefas de seu pai-los com uma busca de recuperar o que acreditam ser a coisa mais preciosa no mundo, dando um ano para completar sua missão.
Ali segue para o norte a um reino de bronze, e aprende de um telescópio poderoso. Mestre Shikar, o proprietário, diz que ele só precisa falar o nome do local, e o telescópio irá mostrar a ele. O artefato mágico funciona, mas o proprietário se recusa a vendê-lo a ele, alegando que um outro nobre concordou em pagar uma soma enorme para ele. Ali enfrenta o nobre e é informado que se ele pode derrotar os maiores guerreiros nobres, ele lhe dará o telescópio. Ali, dotado de força poderosa, mata a cada guerreiro. O nobre revive seus guerreiros em um poço de lava toda vez que Ali mata-os. Ali decide isso é fazer batota e, pegando uma faca, empala o nobre, matando-o e, assim, parar sua mágica (assim vencer os guerreiros para sempre). Levando seu prêmio, ele cavalga de volta ao Iêmen.
Ahmed viaja de leste para um mosteiro montanha cheia de monges. Eles possuem uma maçã místico (o Apple of Life), que quando ingeridos podem curar qualquer ferida ou doença. Os monges desafiá-lo, primeiro por atirar flechas em um alvo e uma vela, então oferta que se ele atirar a maçã fora da cabeça de um jovem monge, então, a maçã é dele. Ahmed é dotado de excelente precisão, mas, com medo de bater no garoto, se recusa a aceitar esse desafio, apesar perdendo assim sua chance de ganhar a maçã. Ele diz o monge que mesmo que ele é qualificado com um arco, ele se recusa a pôr em perigo a vida do jovem monge. Os outros monges dizer-lhe que esta era a decisão correta e que o verdadeiro teste: ele era compassivo o bastante para saber quando não lutar, que ele era sábio o suficiente para perceber atingir seu objetivo pode não valer a pena o preço que você paga. Assim, os monges lhe dar a maçã e enviá-lo de volta ao Iêmen. Depois que ele foi dado a maçã, o Monk Head, Ahmed deu algumas palavras de sabedoria.
O último irmão, Hussain, viaja para o oeste para a cidade subterrânea de Petra. Ele percorre o mercado subterrâneo procurando a coisa mais preciosa no mundo, acabou encontrando um tapete voador. O proprietário do tapete mostra-lhe o tapete e as suas capacidades, mas enquanto Hussain está prestes a comprar o tapete por 30 moedas de ouro, ele é abordado pelo dono do tapete e vários comparsas. Eles declaram que só vendeu a ele para ver quanto dinheiro ele tinha, e agora eles vão matá-lo, pegue seu dinheiro e manter o tapete. Hussain escapa e desperta o tapete mágico. Ele voa através do mercado, passado os capangas e fora das ruínas. Ele escapa Petra e retorna para casa para o Iêmen.
As viagens dos irmãos assumir o ano, e todos os três se encontram novamente na Parada do viajante, que se comprometeram a reunir novamente e discutir as suas aventuras antes de voltar para casa. Ali telescópio revela que seu pai está no leito de morte. Os irmãos corrida de volta ao Iêmen no tapete Hussain para salvar seu pai, enquanto a Apple Ahmed cura o sultão. Os irmãos, portanto, aprender o valor do trabalho em equipe.
E as palavras de sabedoria, o Vidente deu Ahmed foram revelados: "O mundo é um inferno cheio de escuridão e do mal, e há apenas duas maneiras de lidar com ele: a primeira é fácil e errado, você aceitá-la, e tornar-se parte da isso, e a segunda é dura e direita, você combatê-la ".

## Nomes
- Scheherazade (Mili Avital)
- Sultão Shahryar/Amin (Dougray Scott)
- Storyteller (Alan Bates)
- Schahzenan/Harun Abrashild (James Frain)
- Chefe Carrasco (Peter Guinness)
- Aladdin (Jason Scott Lee)
- Mãe de Alladin (Pik-Sen Lim)
- Gênio da Lâmpada/Gênio do Anel (John Leguizamo)
- Princesa Zubaïda (Vanessa-Mae)
- Mustappa (Hugh Quarshie)
- Ja'Far (Jim Carter)
- Morgiana (Amira Casar)
- Ali Baba (Rufus Sewell)
- Black Coda (Tchéky Karyo)
- Kasim (Andy Serkis)
- Prince Ali (Alexis Conran)
- Prince Ahmed (James Callis)
- Prince Hussain (Hari Dhillon)
- BacBac (Alexei Sayle)